# Infrastruktur in Berlin
Die Infrastruktur in Berlin umfasst Anlagen, Institutionen, Strukturen und Systeme, die der Daseinsvorsorge und der Wirtschaftsstruktur der Stadt Berlin und ihrer Metropolregion dienen.

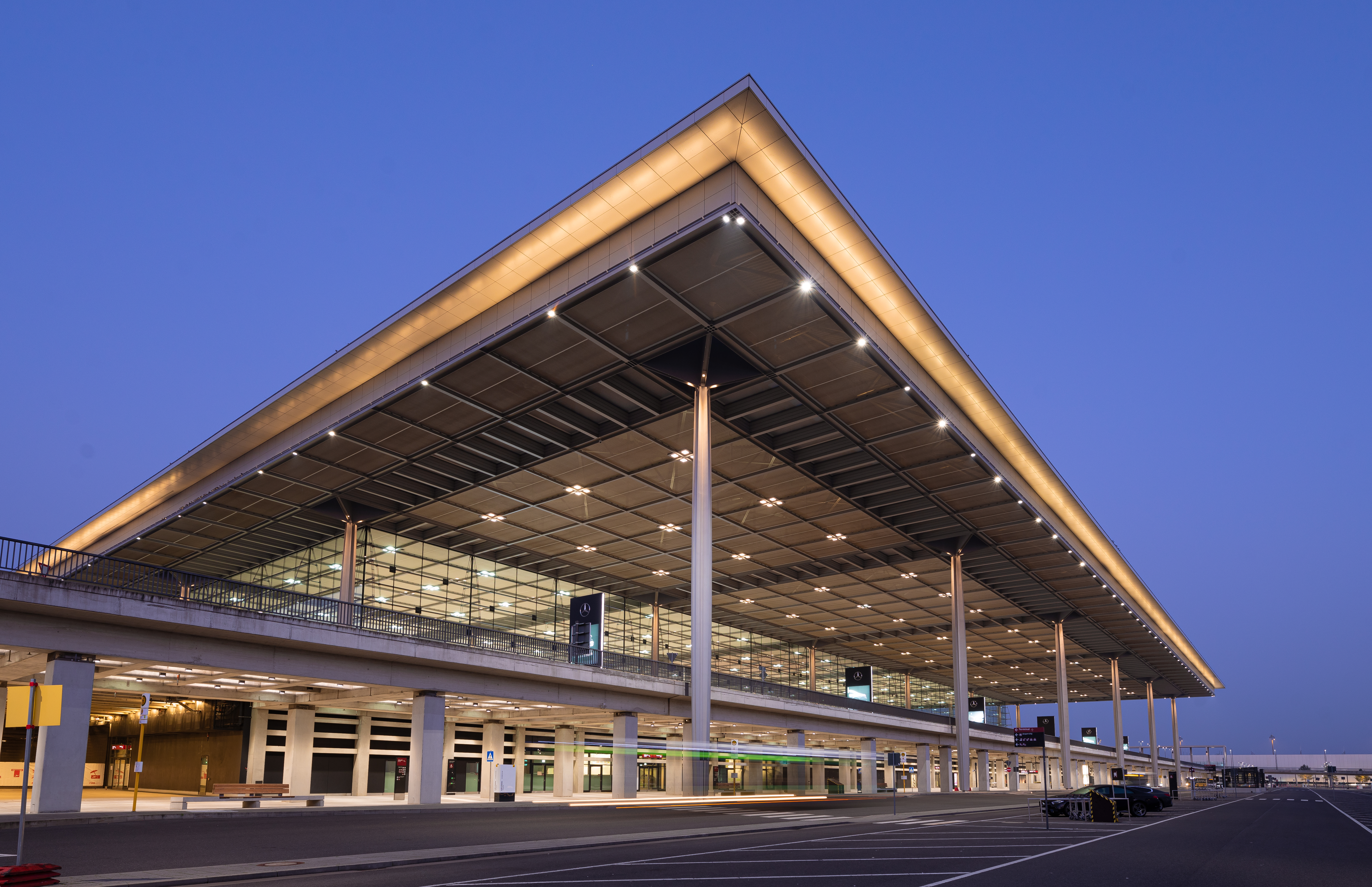
Flughafen Berlin Brandenburg
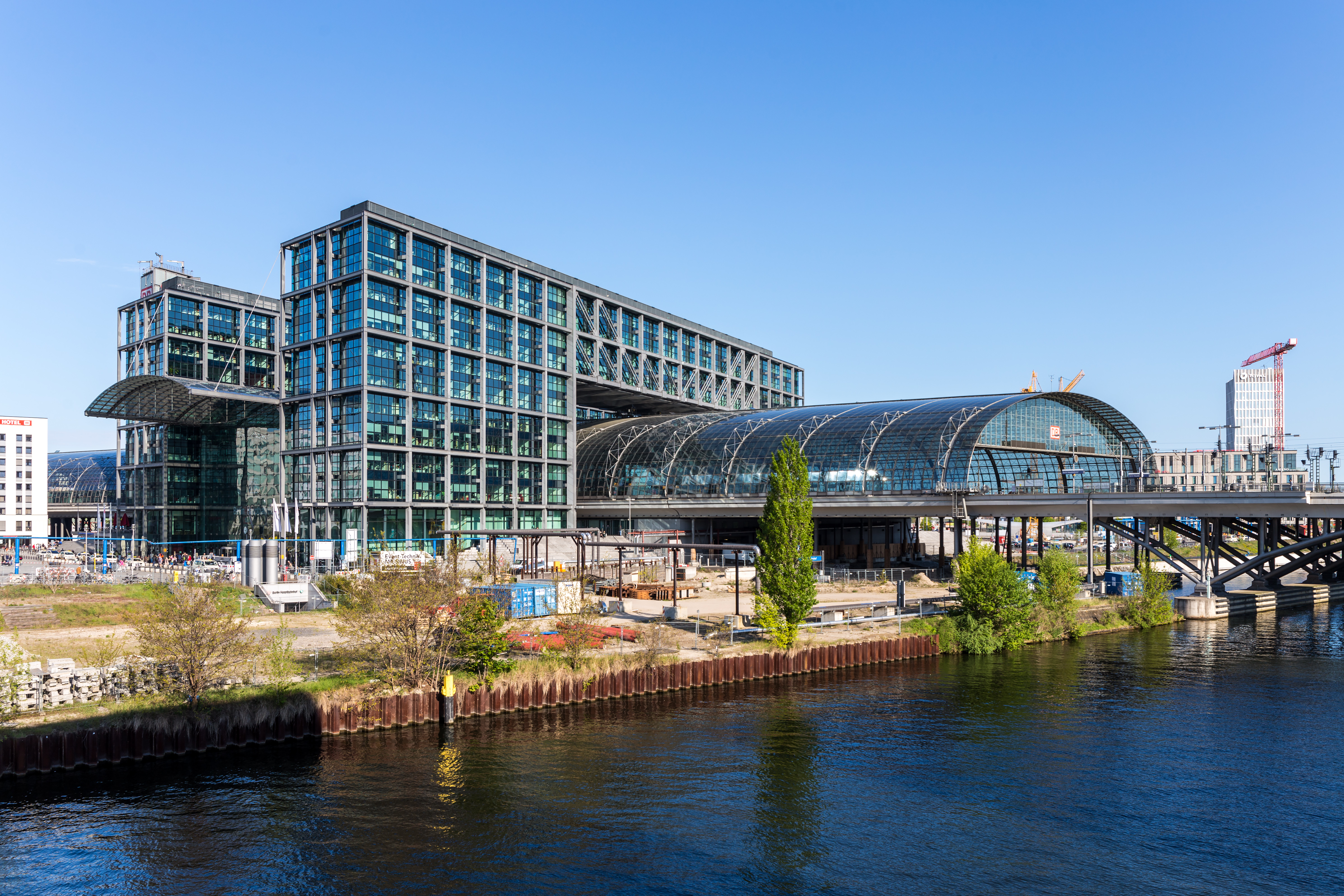
Berlin Hauptbahnhof
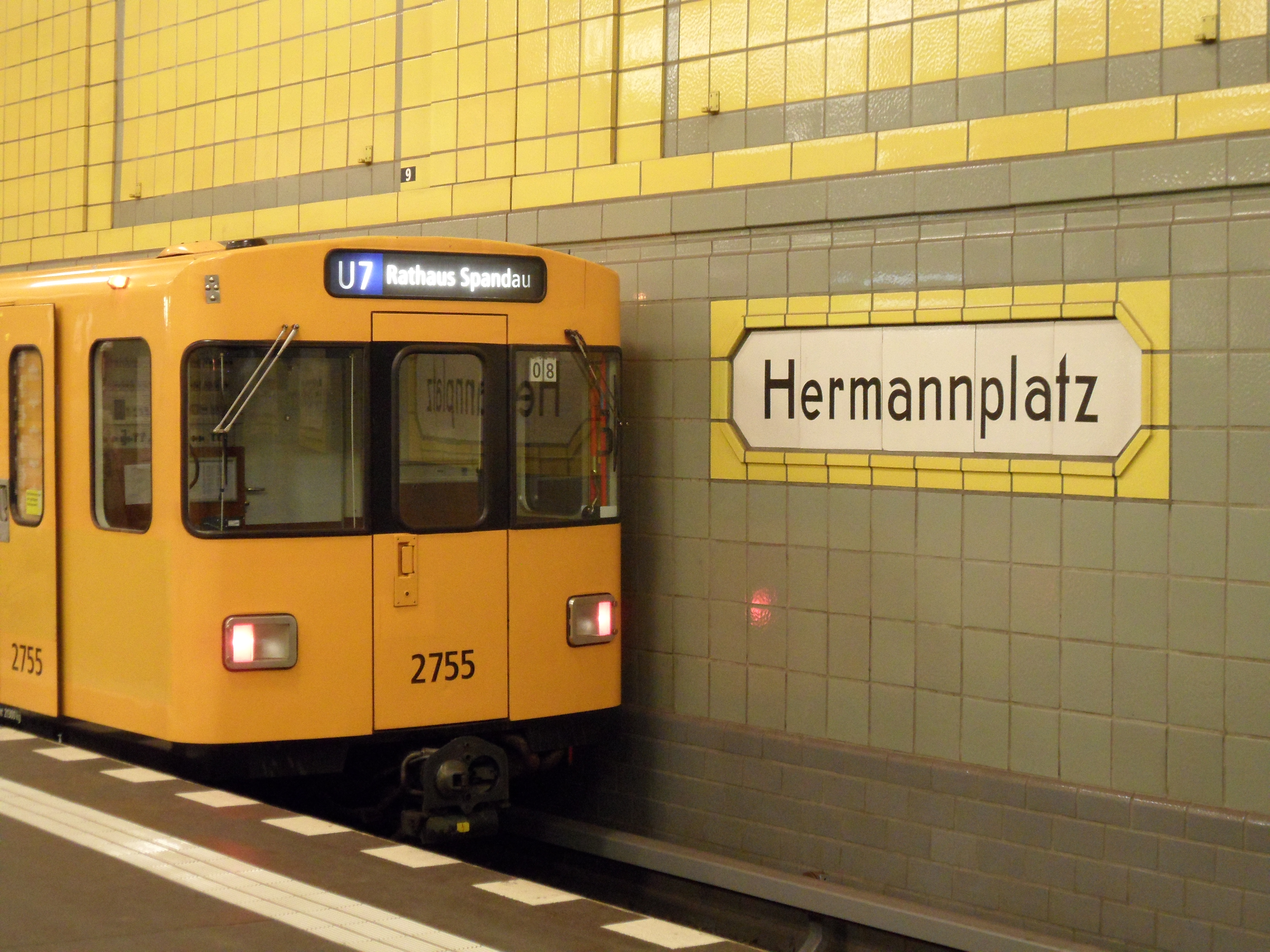
U-Bahn am Hermannplatz
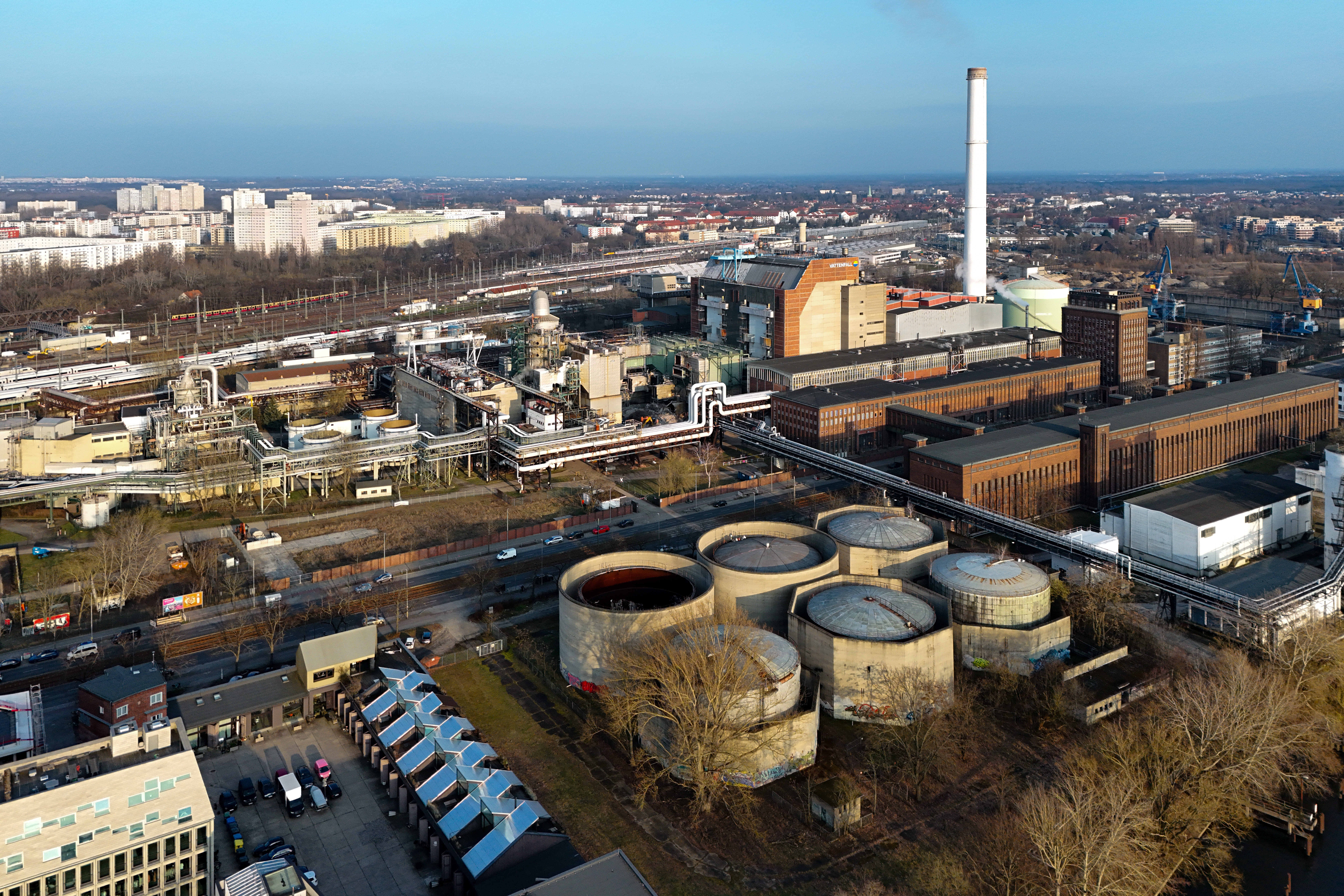
Heizkraftwerk Klingenberg
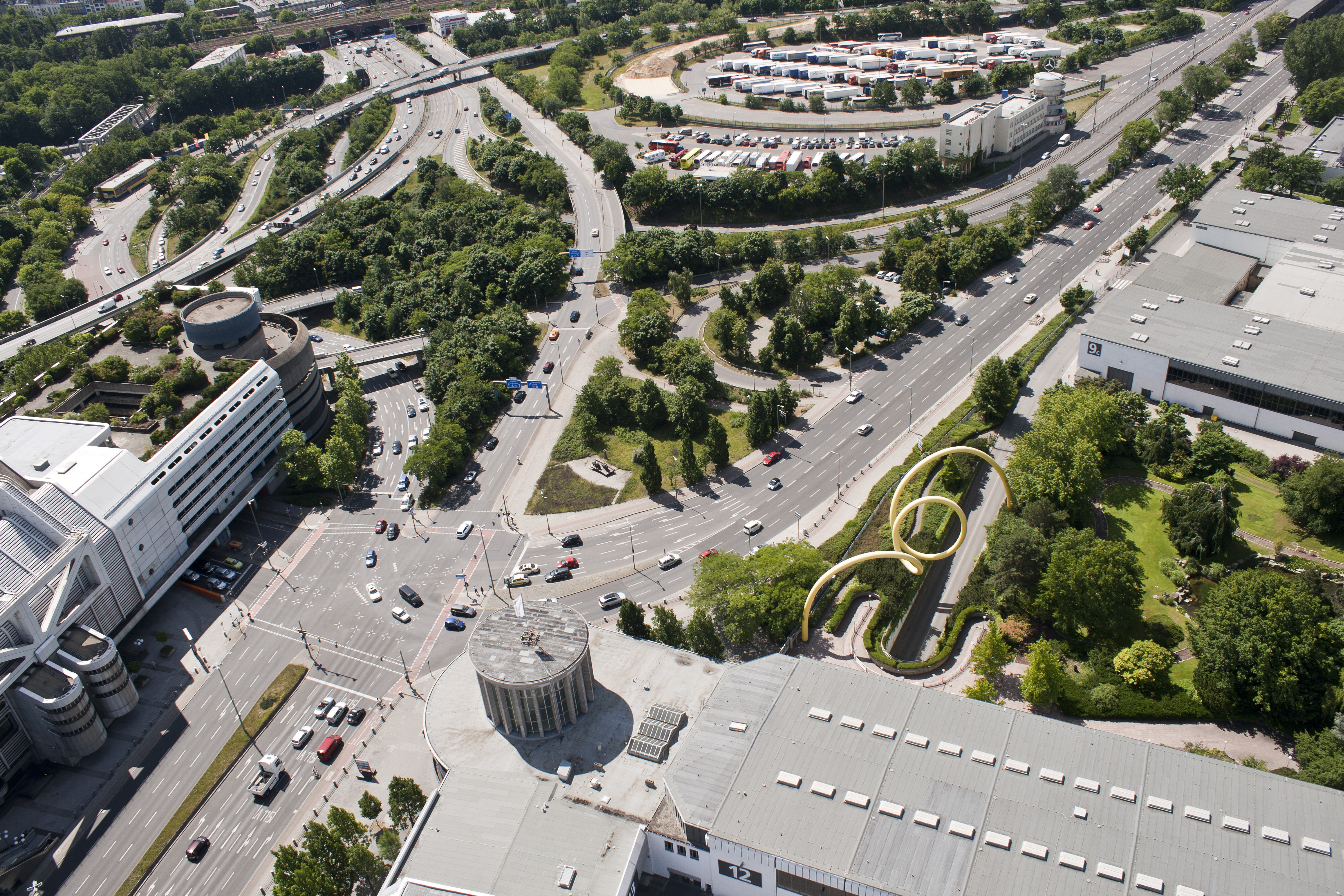
Autobahndreieck Funkturm
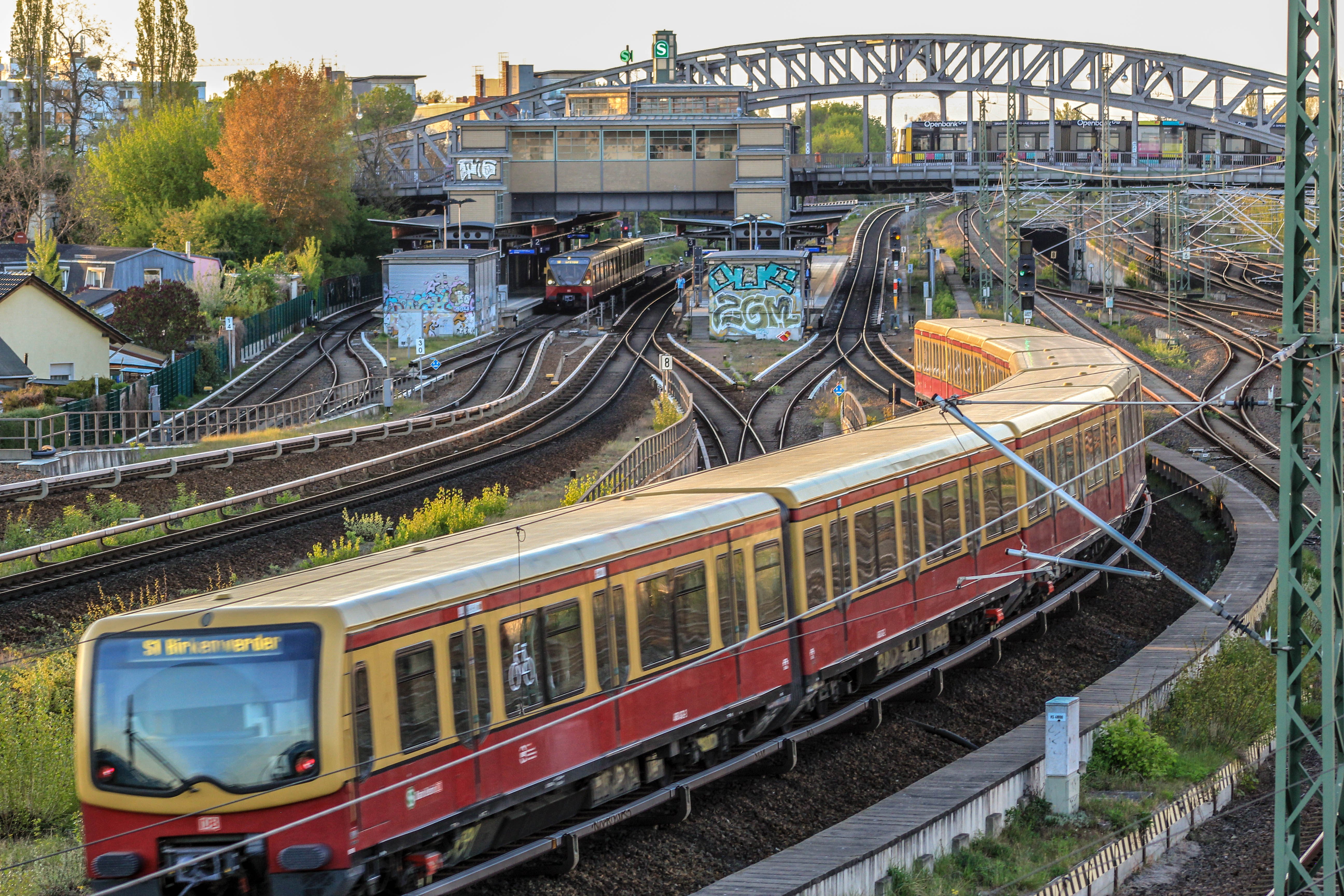
Berliner S-Bahn
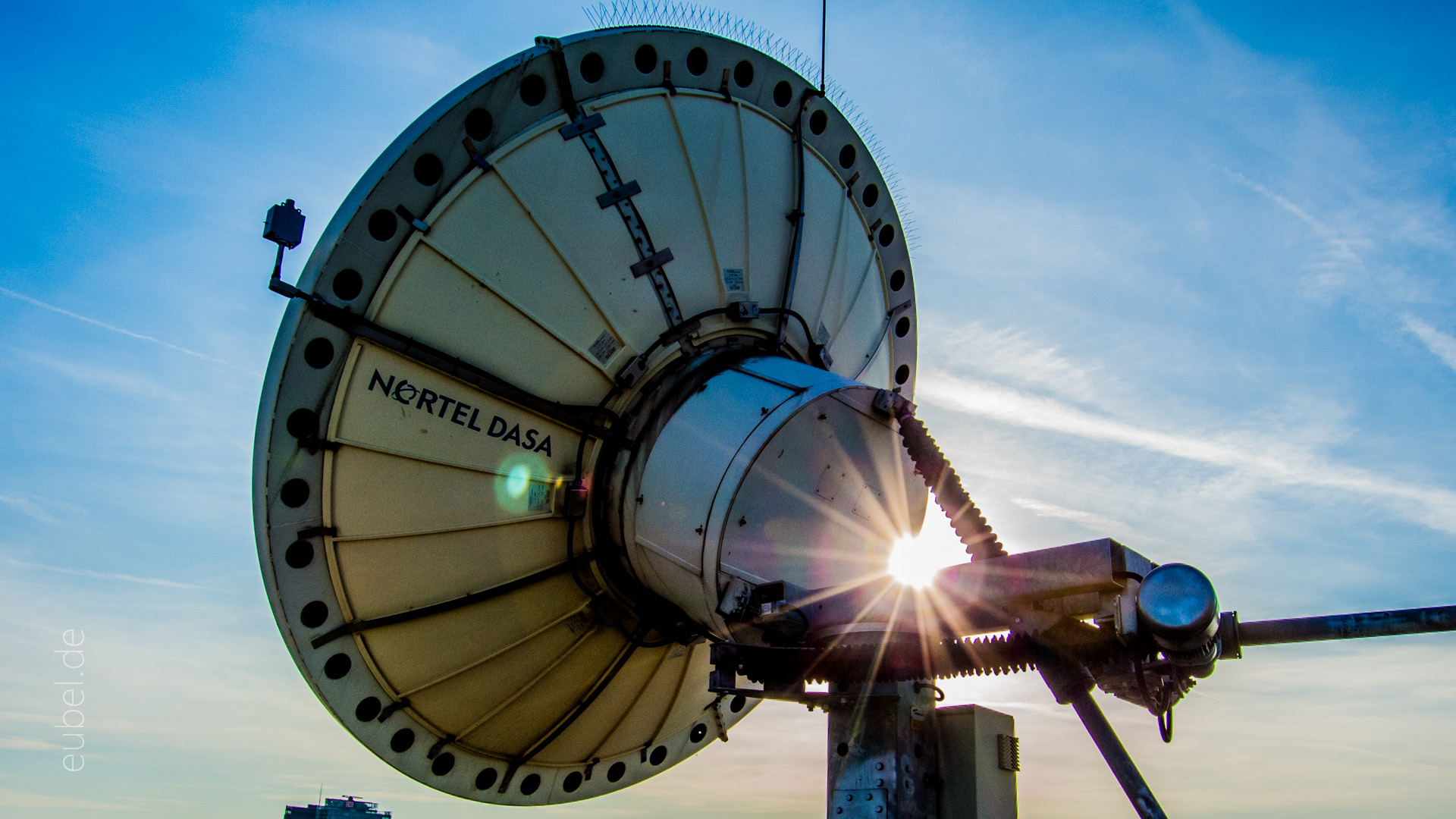
Satellitenempfänger in Berlin-Mitte
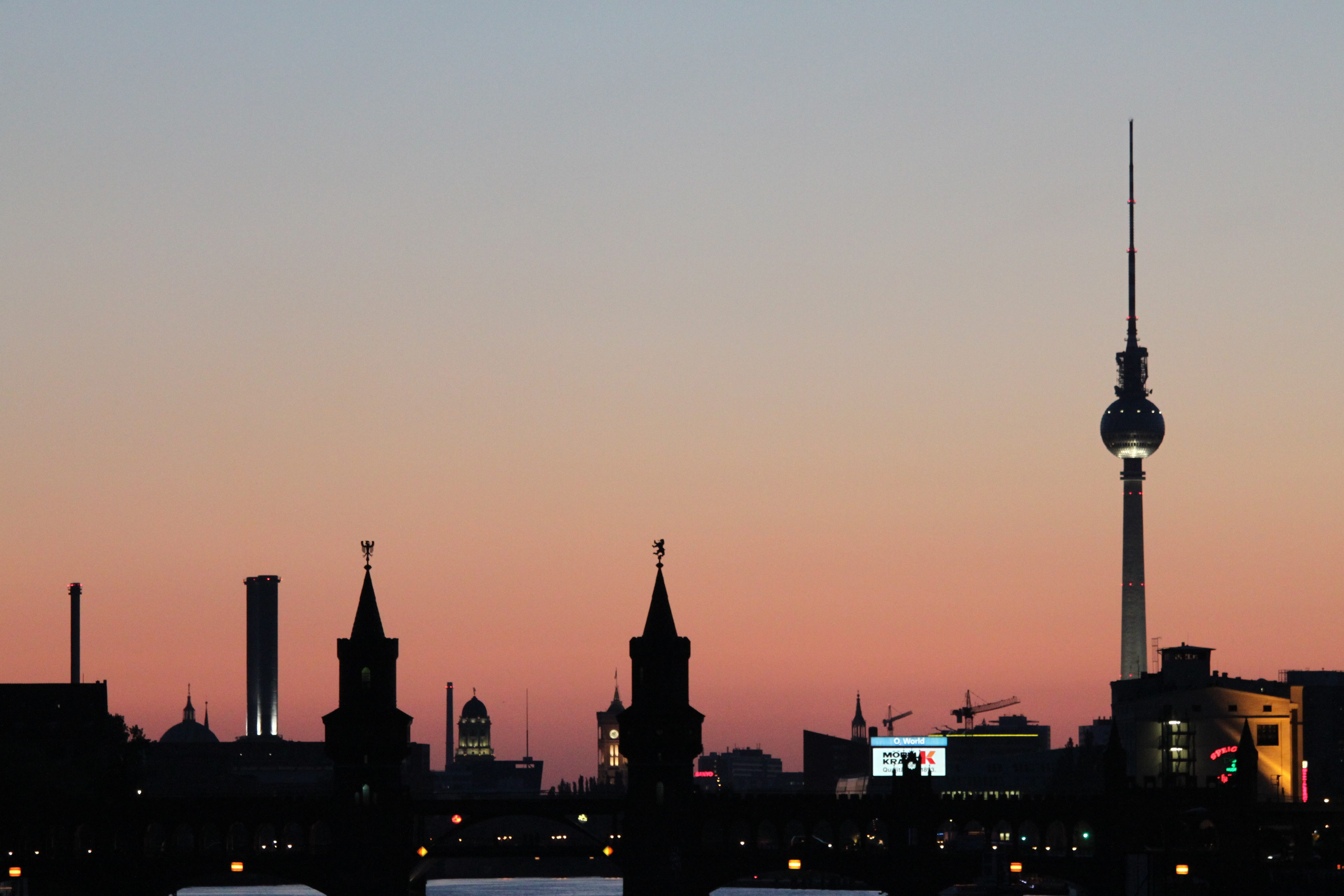
Berliner Fernsehturm

## Verteilung des Personenverkehrs
| Verkehrsarten                   | 2008 in % | 2013 in % |
| ------------------------------- | --------- | --------- |
| Fußverkehr                      | 32        | 31        |
| Motorisierter Individualverkehr | 33        | 30        |
| Öffentlicher Verkehr            | 24        | 27        |
| Fahrradverkehr                  | 11        | 13        |

## Öffentlicher Verkehr

### Schienenfernverkehr
Berlin ist im internationalen Fernverkehr ein wichtiger Knotenpunkt insbesondere für Züge zwischen West- und Osteuropa. 2006 wurden der Hauptbahnhof als zentrale Bahnstation und im Zusammenhang damit der Tunnel Nord-Süd-Fernbahn, die Fernbahnhöfe Gesundbrunnen und Südkreuz sowie die Regionalbahnhöfe Potsdamer Platz (unterirdisch), Jungfernheide und Lichterfelde Ost in Betrieb genommen. Damit erhielt der Regional- und Fernverkehr der Bahn gemäß dem sogenannten Pilzkonzept zusätzlich zu der in Ost-West-Richtung angelegten Stadtbahn eine unterirdische Regional- und Fernverkehrsverbindung in Nord-Süd-Richtung. Der Umstieg zwischen dem Nord-Süd-Fernbahntunnel und der Stadtbahn erfolgt am Hauptbahnhof. Züge, die Berlin aus südlicher Richtung erreichen, fahren seitdem meist über die neue Nord-Süd-Trasse von Lichterfelde Ost über Südkreuz, Potsdamer Platz, Hauptbahnhof über die Überführung nach Gesundbrunnen oder Richtung Westen über Jungfernheide nach Spandau.
Wichtigster Betreiber des Schienennetzes für den Regional- und Fernverkehr ist die Deutsche Bahn AG mit Sitz in Berlin.

### Städtischer Schienenverkehr

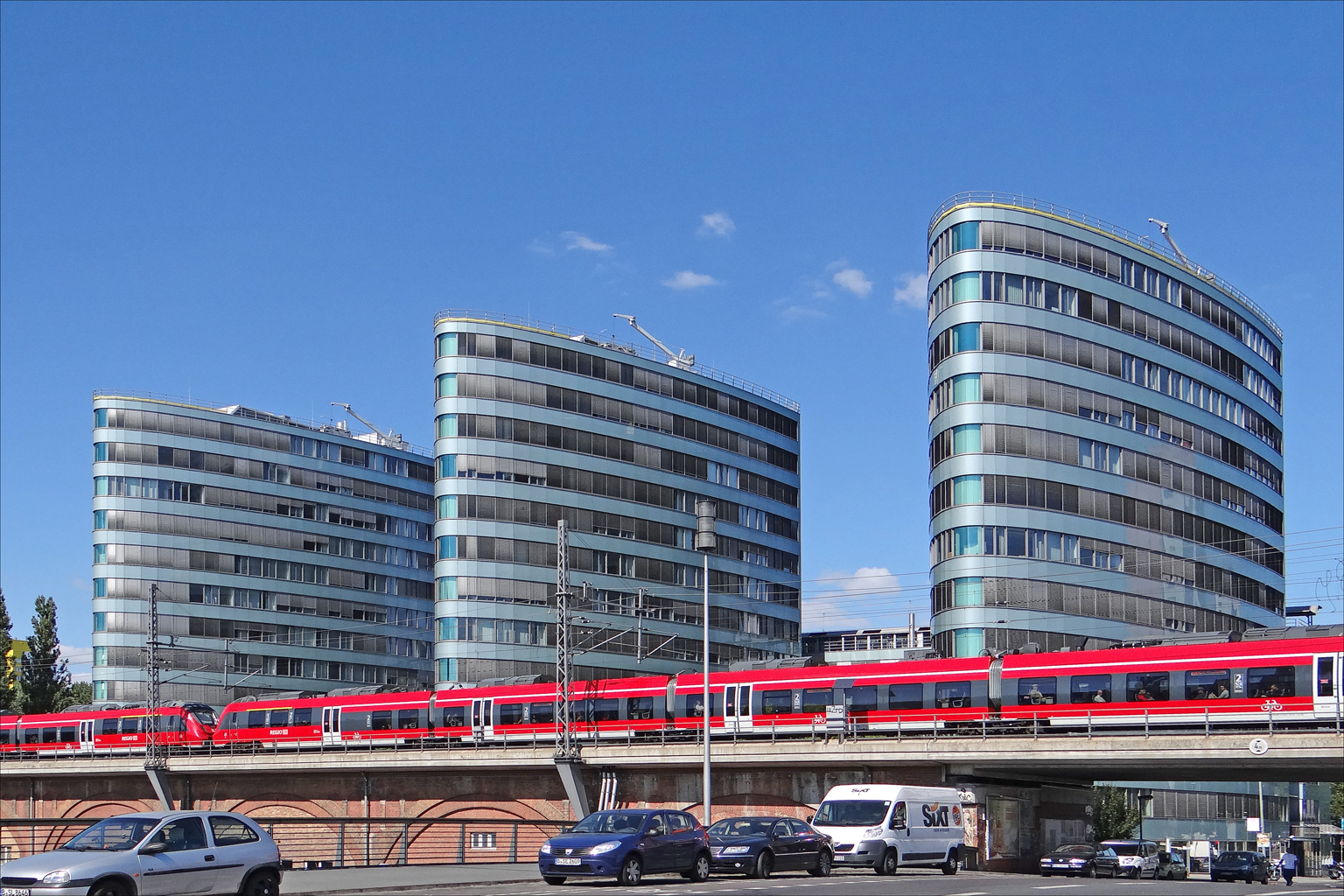
Sitz der BVG in Berlin-Mitte

Dem innerstädtischen öffentlichen Personennahverkehr dienen 16 S-Bahn-Linien (betrieben von der S-Bahn Berlin GmbH) sowie neun U-Bahn-, 22 Straßenbahn-, 150 Bus- und sechs Fährlinien (alle betrieben von der BVG). Die Innenstadt wird in Ost-West-Richtung von der als Viaduktbahn angelegten Stadtbahn durchquert, die parallel von S-Bahn sowie Regional- und Fernverkehr befahren wird. Sie verbindet den Ostbahnhof mit dem Bahnhof Charlottenburg und passiert dabei unter anderem die Bahnhöfe Zoologischer Garten, Hauptbahnhof, Friedrichstraße und Alexanderplatz. In Nord-Süd-Richtung übernehmen die U-Bahn-Linien U9 und U6 den größten Teil des Fahrgastaufkommens, ergänzt durch die unterirdische Nord-Süd-Trasse der S-Bahn. Diese S-Bahn-Trasse kreuzt am Bahnhof Friedrichstraße die Stadtbahn. Vervollständigt wird der Bahnverkehr durch die Ringbahn, die die Innenstadt umschließt. Alle anderen Linien berühren diese Trassen. Die Barrierefreiheit der Bahnhöfe wird weitgehend gewährleistet.

### Busverkehr
Das Stadtbusnetz gliedert sich in Expressbusse (Buchstabe X), MetroBusse (Buchstabe M) und Omnibusse (mit dreistelliger Nummer). In gleicher Weise wird ein Teil der Straßenbahnlinien (zweistellige Nummer) durch Voranstellung eines M als MetroTram besonders herausgehoben. Nachtbusse haben als Linienbezeichnung ein N vor der Liniennummer, Metro-Linien (sowohl Busse als auch Straßenbahnen) fahren auch nachts. In den Nächten vor Sonnabenden, Sonn- und Feiertagen fahren zusätzlich fast alle S- und U-Bahn-Linien durchgehend, bei der S-Bahn teilweise mit veränderter Streckenführung. Der Fernbusverkehr zu deutschen und europäischen Zielen wird über den Zentralen Omnibus-Bahnhof am Funkturm (ZOB) abgewickelt. Gegenüber dem Messegelände gelegen, ist er direkt über den Berliner Stadtring (A 100) erreichbar und mit dem öffentlichen Personennahverkehr durch Bus-, U- und S-Bahn-Linien verbunden.

### Fähren
Im Bezirk Treptow-Köpenick gibt es Deutschlands einzige Ruderfähre im ÖPNV. Sie wird von der Weißen Flotte im Auftrag der BVG betrieben. Hierbei ist auch die Mitnahme von Fahrrädern möglich.

## Straßennetz
Anfang der 1950er-Jahre fuhren die meisten Berliner noch mit Fahrrad, Bus, Tram und Bahn. Zunehmend wurden Motorräder populär und in den 1960er-Jahren stiegen die Verkaufszahlen der nun massenhaft produzierten Automobile stark an. Im Neu- und Wiederaufbau orientierte man sich in West-Berlin wie im Rest der Bundesrepublik überwiegend an der Charta von Athen (CIAM) von 1933, in Ost-Berlin wurden die 16 Grundsätze des Städtebaus verbindlich. Im Ergebnis folgte der Wiederaufbau in beiden Teilen dem Leitbild der autogerechten Stadt. Wohnen und Gewerbe wurden damit häufig voneinander getrennt. Fortan wurden auch zahlreiche suburbane Satellitenstädte („Schlafstädte“) geplant. Diese ineffiziente Art der Verkehrs- und Stadtentwicklung wurde bereits früh als schwerer Missstand erkannt, aber dennoch über Jahrzehnte beibehalten.

### Autobahnen
Die Innenstadt wird von Westen her von einem Autobahnhalbkreis (A 100 – Berliner Stadtring) umgeben, der langfristig zu einem Ring vervollständigt werden soll und eine reine Stadtautobahn darstellt. Der sogenannte Abschnitt BA 16 der A 100 wurde 2025 fertiggestellt. Der Abschnitt BA 17 befindet sich in der Planungsphase. Die A 100 beim Dreieck Funkturm ist der meistbefahrene Autobahnabschnitt in Deutschland. Rund um Berlin verläuft die Autobahn A 10 (E 55 – Berliner Ring).
Von der A 100 aus führen innerhalb des Stadtgebietes mehrere Autobahnabschnitte in Richtung Berliner Ring. Die A 111 (E 26) führt in nach Nordwesten in Richtung Hamburg und Rostock. Die A 113 in Richtung Südosten (nach Dresden und Cottbus) beginnt am Dreieck Neukölln und führt zum Schönefelder Kreuz (A 10) und bindet den Flughafen Berlin Brandenburg an das Autobahnnetz an. Die A 115 (E 51) erstreckt sich nach Südwesten (Richtung Hannover und Leipzig). Deren nördliches, gerades Teilstück ist als AVUS bekannt.
Zusätzlich hierzu gibt es im Norden der Stadt die A 114 von der Prenzlauer Promenade im Bezirk Pankow zur A 10 in Richtung Stettin. Die nur wenige Kilometer lange ehemalige A 104, die im Südwesten der Stadt den Berliner Stadtring (A 100) nach Süden hin mit dem Ortsteil Steglitz verbindet, wurde inzwischen zur Autostraße herabgestuft. Die A 103 (Westtangente), auf der die Bundesstraße 1 verläuft, verbindet den Berliner Stadtring – von einem weiter östlich gelegenen Anschluss – nach Südwesten hin in Richtung Potsdam.
Für die Instandhaltung und den Ausbau des Autobahnnetzes in Deutschland ist die Autobahn GmbH des Bundes mit Sitz in Berlin verantwortlich.

### Bundesstraßen
Die historische Mitte Berlins wird vom Innenstadtring umschlossen. Ferner verlaufen durch Berlin die Bundesstraßen B 1, B 2, B 5, B 96, B 96a, B 101, B 109 und B 158.

### Brücken
Berlin hat durch seine exponierte Lage an Flussläufen und Kanälen und durch sein großes Territorium eine Vielzahl an Brücken und Überführungen in seinem Stadtgebiet. Im Jahr 2012 gab es 916 Brücken in Berlin. Davon verbanden 732 öffentliche Straßen, die restlichen 184 Wege und Straßen in Grünanlagen. Je nach Definition und Verständnis werden weitere Bauwerke in Berlin zu den Brücken gezählt. Es gab 564 Brücken über Gewässer jeder Art und 300 Hochbahnviadukte der U-Bahn.
Die ältesten Berliner Spreequerungen sind Jungfern-, Mühlendamm-, Rathaus- und Roßstraßenbrücke, wobei die heutigen Bauwerke jeweils jüngeren Datums sind. Die längste Brücke der Stadt ist, mit über 930 Metern, die Rudolf-Wissell-Brücke, während die Oberbaumbrücke, als Wahrzeichen des Bezirks Friedrichshain-Kreuzberg, und die Glienicker Brücke als Verbindung nach Potsdam zu den bekanntesten Brücken Berlins zählen.

### Pkw- und Taxiverkehr
Im Berliner Taxigewerbe waren 2008 etwa 3100 Unternehmen tätig, über drei Viertel davon mit nur einem Fahrzeug. Berlin hatte im Januar 2012 rund 7600 Taxis und ist damit die Stadt mit den meisten Taxis in Deutschland. In Berlin gibt es keine Farbfreigabe und keine Zulassungsbeschränkung der Konzessionen.
Im Jahr 2019 waren 335 Pkw auf 1000 Einwohner in Berlin zugelassen, 2012 waren es 324 gewesen, 2008 nur 319. Im Vergleich mit anderen deutschen Stadtstaaten hat Berlin die niedrigste Pkw-Dichte.

### Fahrradwege
In Berlin existieren an stark befahrenen Straßen angelegte Radwege und Fahrradstreifen, einige ruhigere Straßen wurden als Fahrradstraßen gekennzeichnet. Etwa 1,5 Millionen Wege werden täglich insgesamt mit dem Fahrrad als Hauptverkehrsmittel zurückgelegt. Deshalb zählt Berlin zu den Millionenmetropolen in Europa mit überdurchschnittlich vielen Fahrradnutzern.
Der Anteil des Fahrradverkehrs am Gesamtaufkommen des Verkehrs in Berlin hat sich seit 1992 mehr als verdoppelt. Im Jahr 1992 wurden etwa 7 % aller Wege mit dem Fahrrad zurückgelegt, 2009 waren es etwa 15 %. Der Fahrradverkehr schwankt im Laufe des Jahres. In der kälteren Jahreszeit fällt der Anteil am Gesamtverkehr unter 10 %. In den wärmeren Monaten liegt er bei über 20 %.
Die durchschnittliche Entfernung einer mit dem Rad zurückgelegten Strecke beträgt 3,7 Kilometer. Die Radfahrstreifen wurden von insgesamt 50 Kilometer im Jahr 2004 auf 191 Kilometer im Jahr 2014 ausgebaut.
Durch Berlin führen überregionale touristische Radfernwege wie der Radweg Berlin–Kopenhagen, der Radweg Berlin–Usedom, der Radweg Berlin–Leipzig, der Europaradweg R1, die D-Netz-Route D11 sowie die D-Netz-Route D3 (Europaroute). Entlang des früheren Verlaufs der Berliner Mauer führt der Berliner Mauerweg. Mehrere tausend Mietfahrräder können im Innenstadtbereich per Telefonanruf oder (mobilem) Internet ausgeliehen werden. In einigen Gebieten der Stadt verkehren zur touristischen Nutzung Fahrradtaxis.

## Flugverkehr
Der Flughafen Tegel war der letzte in Betrieb befindliche Flughafen auf Berliner Stadtgebiet. 2020 wurde der Flughafen Tegel für den regulären Flugbetrieb geschlossen.
Der unmittelbar außerhalb der südlichen Stadtgrenze gelegene Flughafen Berlin Brandenburg (BER) gehört zur Gemeinde Schönefeld und wurde 2020 eröffnet. Der darin integrierte ehemals eigenständige Flughafen-Schönefeld-Standort wurde bis 2021 genutzt.
Auf dem nach Süden erweiterten Schönefelder Flughafengebiet wurde seit 2006 der Flughafen Berlin Brandenburg (IATA-Flughafencode: BER) errichtet, der am 31. Oktober 2020 eröffnet wurde. Zu den größten Fluggesellschaften, die am Standort des BER operierten zählten 2025 die Lufthansa, Eurowings, EasyJet und Ryanair.

## Binnenschifffahrt

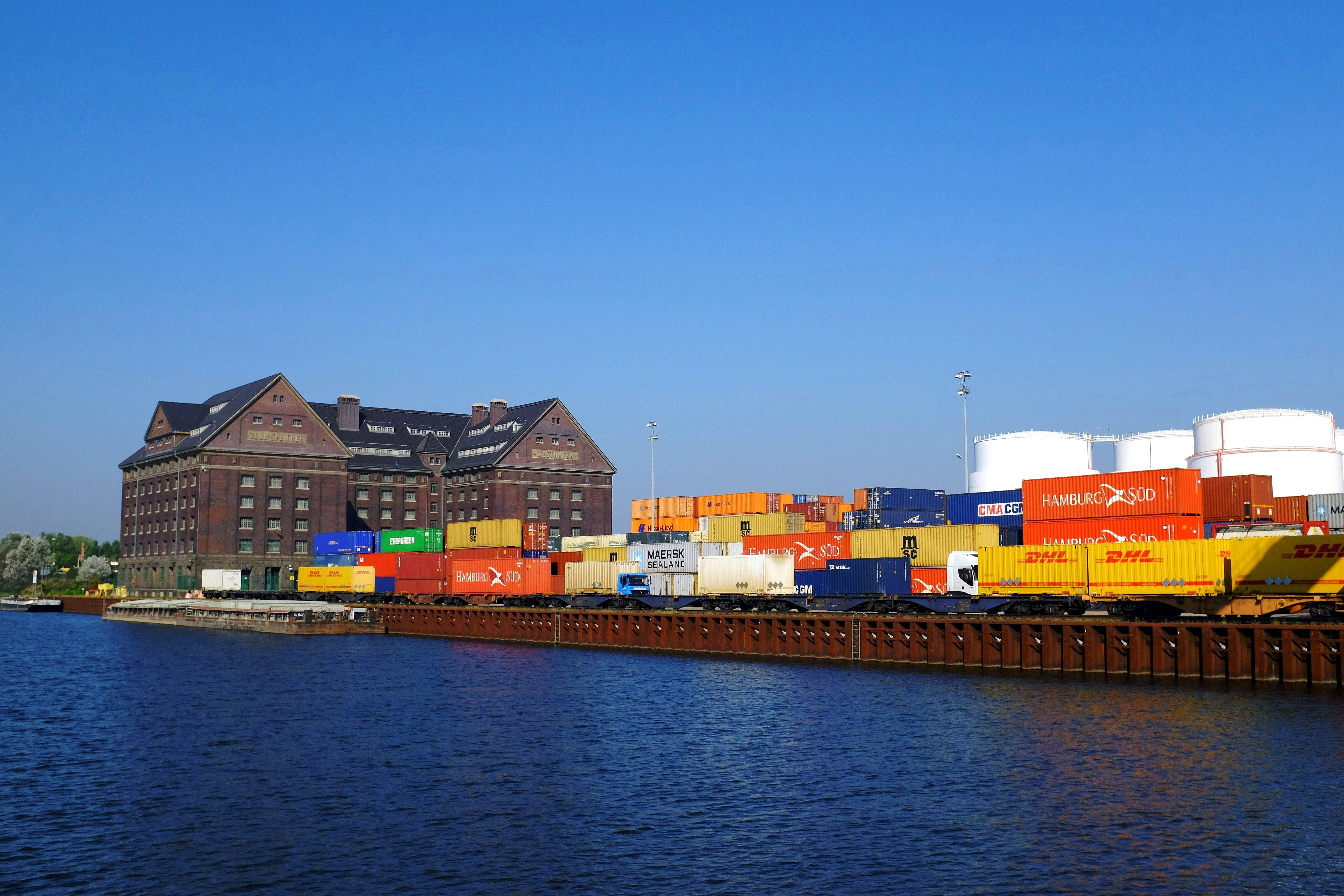
Der Westhafen in Moabit mit dem Sitz der BEHALA

Berlin liegt im Zentrum des Bundeswasserstraßengebietes Ost. Die Stadt wird wasserseitig auf mehreren Wegen erschlossen, der Binnenschifffahrt stehen von und nach Berlin drei Wasserstraßen zur Verfügung. Dabei kommt der Verbindung über Havel, Elbe-Havel-Kanal und Mittellandkanal zu Elbe und Nordsee beziehungsweise Weser und Rhein die größte Bedeutung zu. Außerdem verbindet die Havel-Oder-Wasserstraße Berlin mit der unteren Oder und der Ostsee. Beschränkt ausgebaut und weniger stark frequentiert ist auch die Spree-Oder-Wasserstraße als Verbindung über die Spree zur oberen Oder.

### Häfen
Zum Warenumschlag können drei öffentliche Hafenanlagen genutzt werden: der Hafen Neukölln, der Südhafen Spandau sowie der Westhafen. Letzterer liegt in Moabit am Nordrand der Berliner Innenstadt und ist von allen drei Häfen der größte und bedeutendste. Die Anlagen am Westhafen und am Südhafen Spandau ermöglichen auch den Warenumschlag zwischen Binnenschiff, Eisenbahn und Lastwagen. Betrieben werden die Häfen von der BEHALA.
Der Osthafen wird seit dem Jahr 2000 als Medienstandort genutzt und hat seine Hafenfunktion verloren.

## Wasserversorgung

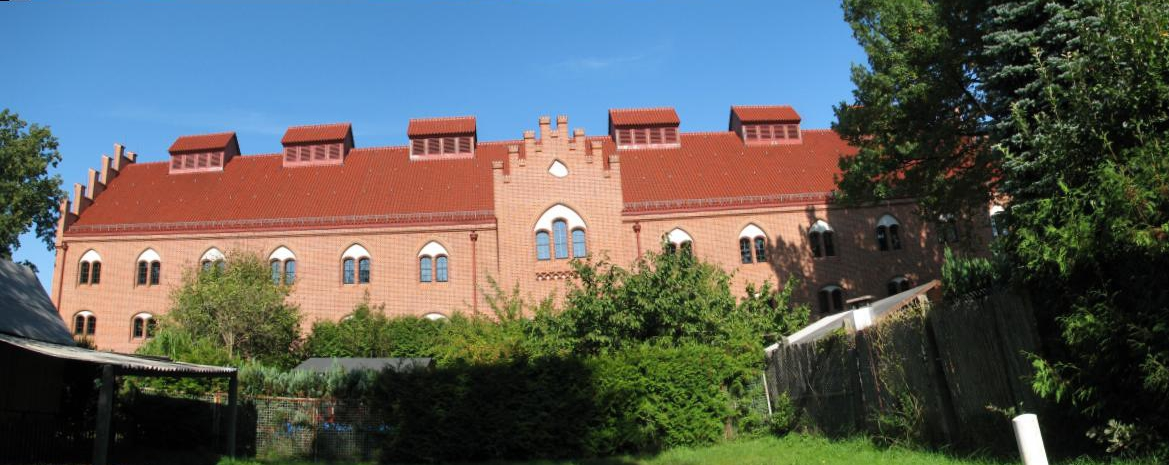
Das Wasserwerk Friedrichshagen

### Wasserwerke
Die Wasserversorgung Berlins wird durch die neun Wasserwerke Beelitzhof, Friedrichshagen, Kaulsdorf, Kladow, Spandau, Stolpe, Tegel, Tiefwerder und Wuhlheide sichergestellt, die von der Berliner Wasserbetriebe (AöR) betrieben werden.
Pro Tag wurden 2018 durchschnittlich 546.000 m³ Trinkwasser für die Berliner Haushalte, Industrie und Gewerbe bereitgestellt und rund 624.000 m³ Abwasser durch die Klärwerke gereinigt. Bei voller Auslastung ist eine maximale Wasserabgabe von 1,1 Mio. m³ täglich möglich. In den Nachtstunden zwischen 23 und 5 Uhr werden einzelne Wasserwerke abgeschaltet.

### Klärwerke
Über das rund 9500 km lange Kanalsystem gelangen die Abwasser in sechs Großklärwerke.
Die Kläranlagen befinden sich in Schönerlinde, Münchehofe, Waßmannsdorf, Ruhleben, Stahnsdorf und Wansdorf. Bevor das Abwasser dort wieder in den Naturkreislauf geleitet wird, durchläuft es verschiedene Reinigungsstufen.

## Energieversorgung
Die Städtischen Electricitäts-Werke zur Stromversorgung Berlins wurden 1884 gegründet. Nach einer mit Beginn des Ersten Weltkriegs zehnjährigen Phase kommunaler Bewirtschaftung durch die Stadt, übernahm 1924 die neu gegründete privatrechtliche Betriebsgesellschaft Bewag den Pachtvertrag für das Stromnetz. In den 1920er Jahren erfuhr das Berliner Stromnetz seine größte Ausbauphase: Zwischen 1922 und 1933 stieg der Anteil angeschlossener Wohnungen von 11 auf 76 %.

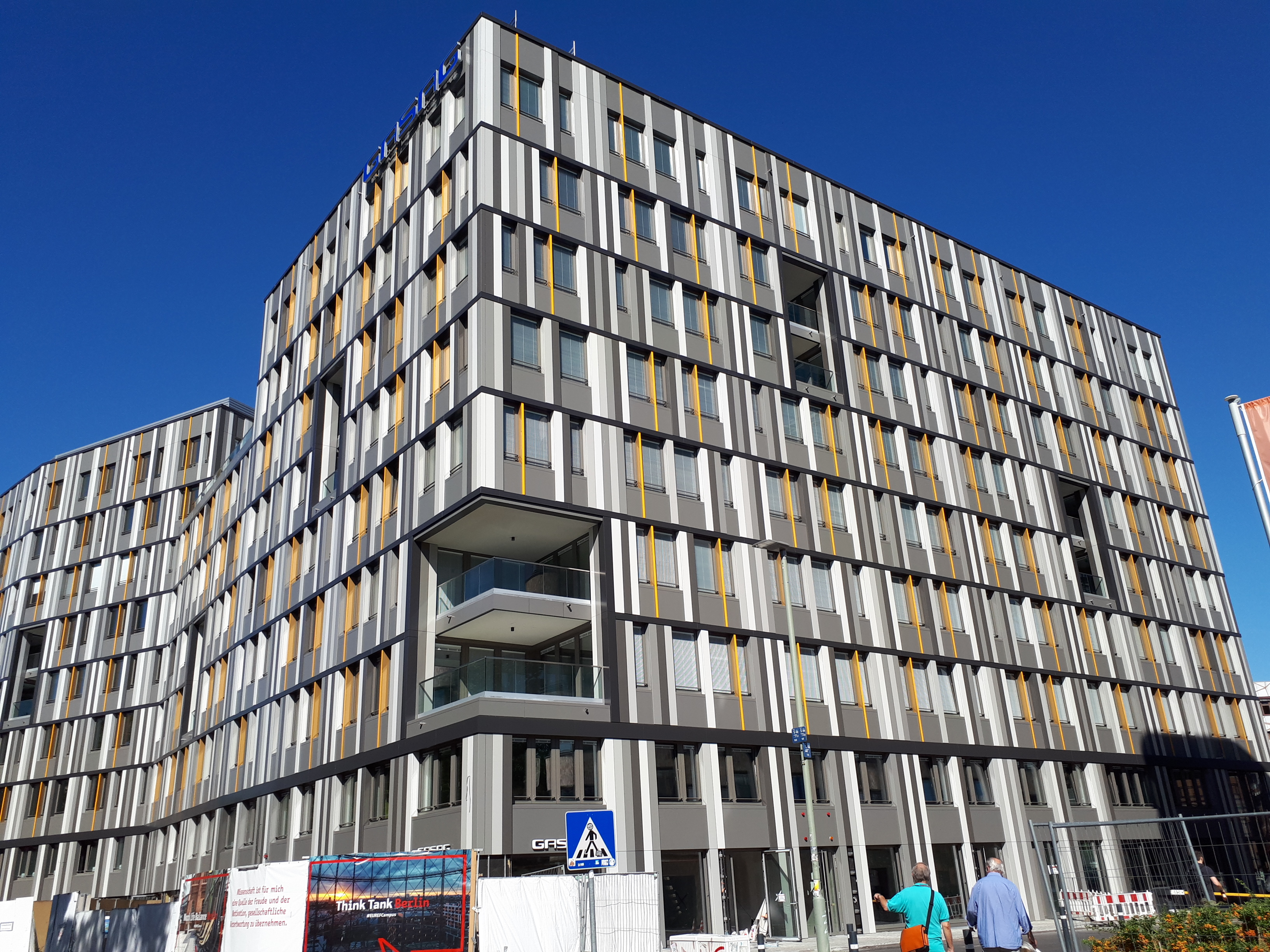
Sitz der GASAG am EUREF Campus

Während der Zeit der deutschen Teilung war die Energieversorgung West-Berlins vom Stromnetz des Umlandes abgeschnitten. Die Stromversorgung musste über im Stadtgebiet gelegene thermische Kraftwerke wie das Kraftwerk Reuter-West, das Kraftwerk Wilmersdorf und andere erfolgen. Zur Pufferung der Lastspitzen waren in manchen dieser Kraftwerke ab den 1980er Jahren Akkumulatoren installiert, die über Umrichter mit dem Stromnetz verbunden waren und während Schwachlastzeiten geladen und während Starklastzeiten entladen wurden. Im Jahr 1993 wurde die 1951 unterbrochene Leitungsverbindung mit dem Umland wiederhergestellt. In den Westbezirken Berlins sind mit wenigen Ausnahmen alle Stromleitungen als Erdkabel ausgeführt. Die Erdkabelsektion der 380-kV-Kabeldiagonale zwischen den Umspannwerken Reuter und Marzahn ist das längste 380-kV-Erdkabel in Deutschland.
Bis 1997, als das Land Berlin seine Anteile verkaufte, hielt das Land die Mehrheit der Anteile an der Bewag. 2003 wurde sie vollständig vom Vattenfall-Konzern aufgekauft, der seitdem der umsatzstärkste Stromanbieter in Berlin ist. Der zweitgrößte Gas- und Stromanbieter im Berliner Raum ist die GASAG. Mit Gründung der Berliner Stadtwerke im Jahr 2014 verfügt das Land Berlin über einen eigenen kommunalen Energieversorger, der mit dem Bau eigener Solar- und Windkraftanlagen das Ziel der Klimaneutralität Berlins bis 2050 unterstützen soll.

### Netzbetreiber

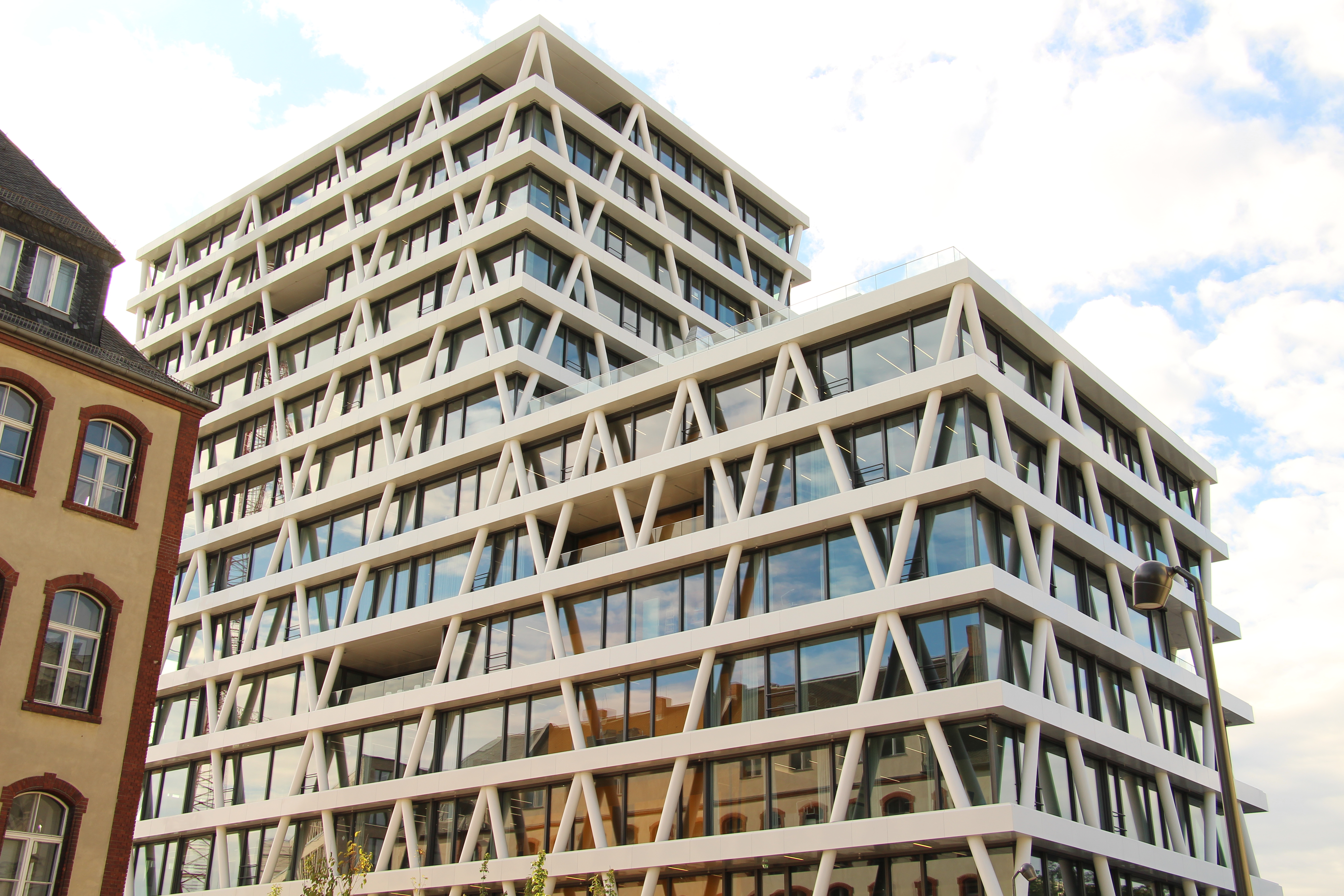
Unternehmenssitz der 50Hertz Transmission in der Europacity

Nach dem Volksentscheid über die Rekommunalisierung der Berliner Energieversorgung im Jahr 2013 verhandelte Berlin mit Vattenfall über eine Rekommunalisierung der Energienetze und kaufte die Verteilnetzbetreiberin Stromnetz Berlin GmbH im Jahr 2021 wieder zurück.
Die 50Hertz Transmission ist als Übertragungsnetzbetreiber für das Höchstspannungs-Stromnetz (220 kV und 380 kV) im Osten Deutschlands einschließlich Berlin sowie im Raum Hamburg zuständig.

### Stromerzeugung
Die Metropole Berlin kann durch die zur Verfügung stehenden Ressourcen und Kraftwerke innerhalb ihres Stadtgebiets keine Energiesicherheit herstellen und muss, wie auch weite Teile Deutschlands, Strom und Rohstoffe importieren um den Energiebedarf zu decken. Zu Berlins größten Stromzulieferern zählt das Land Brandenburg, das im Jahr 2017 etwa 45 % des Berliner Strombedarfs abdeckte.
Die Stromerzeugung innerhalb Berlins fußt seit dem Jahr 2000 im Wesentlichen auf der Nutzung von Steinkohle und Erdgas. Der Beitrag der Steinkohlenutzung an der Nettostromerzeugung betrug 45 % im Jahr 2009 und lag damit weit über dem bundesweiten Durchschnitt von 18 %. Auch die Erdgasnutzung war überdurchschnittlich: Ihr Anteil umfasste 42 % und befand sich damit ebenfalls über dem Bundesdurchschnitt von 13 %. Braunkohle trug mit 9 % zur Erzeugung bei und lag weit unter dem bundesweiten Durchschnitt von 24 %. Ebenfalls unterdurchschnittlich war der Beitrag der erneuerbaren Energien: Ihr Anteil lag bei 3 % im Gegensatz zum deutschlandweiten Schnitt von 17 %.
Im Jahr 2025 gab es im Berliner Stadtgebiet rund 800 öffentliche Schnelllade-Stationen mit mindestens 150 Kilowatt für Elektrofahrzeuge.

### Energieverbrauch
| 1990 | 261 434 |
| 2000 | 270 183 |
| 2010 | 270 981 |
| 2019 | 230 993 |

Der Endenergieverbrauch Berlins umfasste im Jahr 2010 rund 267 800 Terajoule. Damit lag der Verbrauch zwar um 7,4 % höher als im Vorjahr, gegenüber 1990 ist er jedoch nur geringfügig, und zwar um 2,4 %, gestiegen. Der Endenergieverbrauch pro Einwohner im Land betrug im Jahr 2010 somit 77,4 Gigajoule. Der Anstieg dieses Anteils fällt mit 1,3 % im Vergleich zu 1990 geringer aus als der Anstieg des gesamten Endenergieverbrauchs im Land.
Umgerechnet auf Sektoren zeigt sich, dass der Bereich „Gew. v. Steinen u. Erden, sonst. Bergbau und Verarbeitendes Gewerbe“ mit 6,3 % den geringsten Anteil am Endenergieverbrauch besitzt. Der Verkehrsbereich benötigt mit 24,6 % fast das Vierfache an Energie. Der größte Anteil entfällt allerdings auf den Sektor „Haushalte, Gewerbe, Handel und Dienstleistungen und übrige Verbraucher“ mit 69,1 %.

## Kommunikation

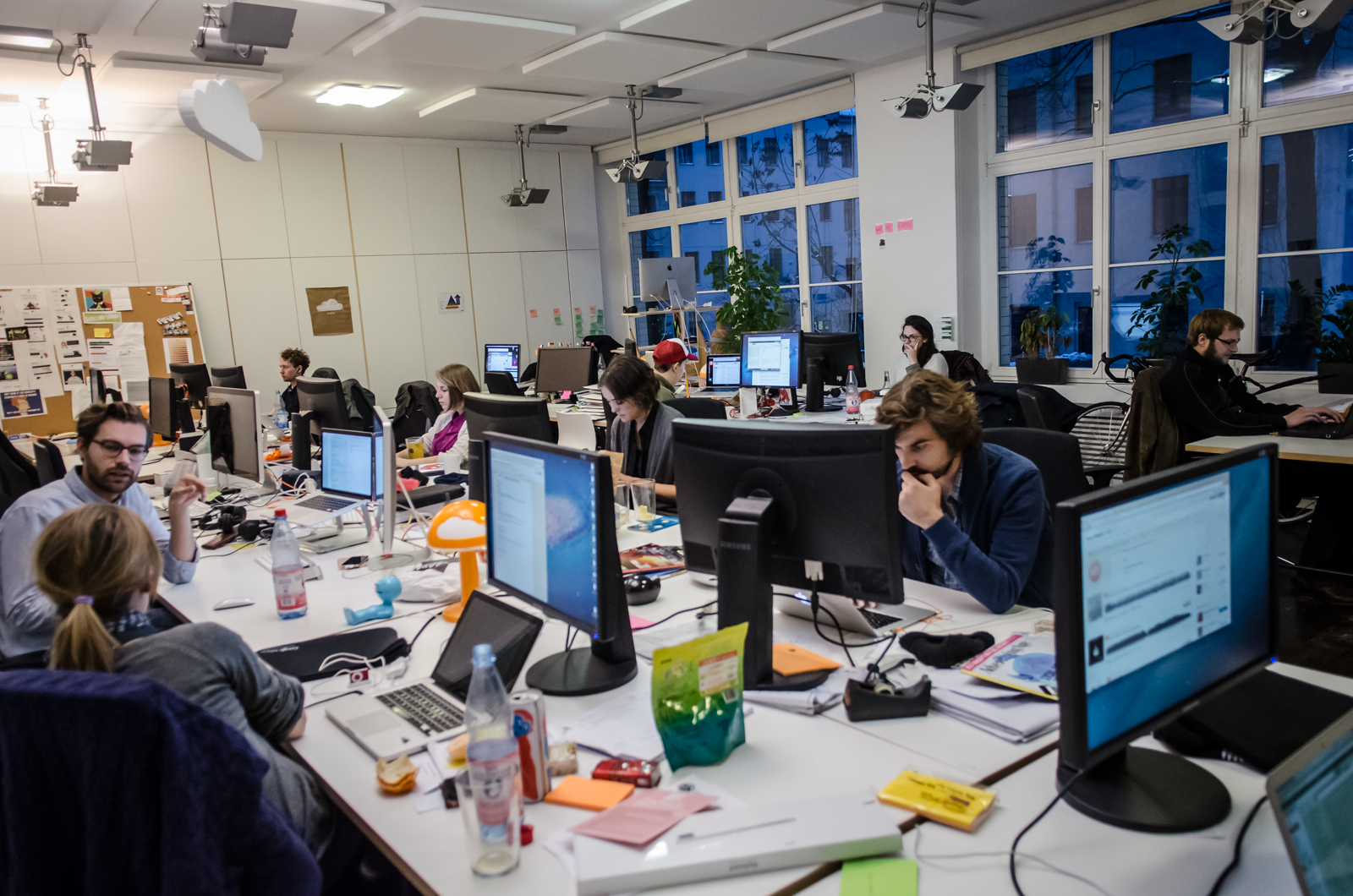
Internetraum eines jungen Digitalunternehmens

### Übertragungstechnik
Im Stadtgebiet von Berlin befinden sich zahlreiche Rundfunksendeanlagen für alle Wellenbereiche (außer Langwelle). Neben dem 368 Meter hohen Berliner Fernsehturm, von dem aus die meisten Programme abgestrahlt werden, sind dies der 212 Meter hohe Fernmeldeturm Berlin-Schäferberg (Sendeanlagen für UKW und TV), der UKW- und TV-Sender Scholzplatz (1963 errichteter 230 Meter hoher Rohrmast) und die Sendeanlage für Mittelwelle, Kurzwelle und UKW in Britz.
Berlin verfügte 2006 mit einer Strecke von 200.000 Kilometern über das umfangreichste städtische Glasfasernetz in ganz Europa.
Im gesamten Stadtgebiet sind mobile Breitbandanwendungen über UMTS- und LTE-Netze garantiert (Stand: 2020). Seit 2019 wird in der Stadt der Mobilfunkstandard 5G installiert. Außerdem gibt es im Jahr 2020 etwa 5000 kostenfreie WLAN-Orte in der Stadt.

### Dienstleister

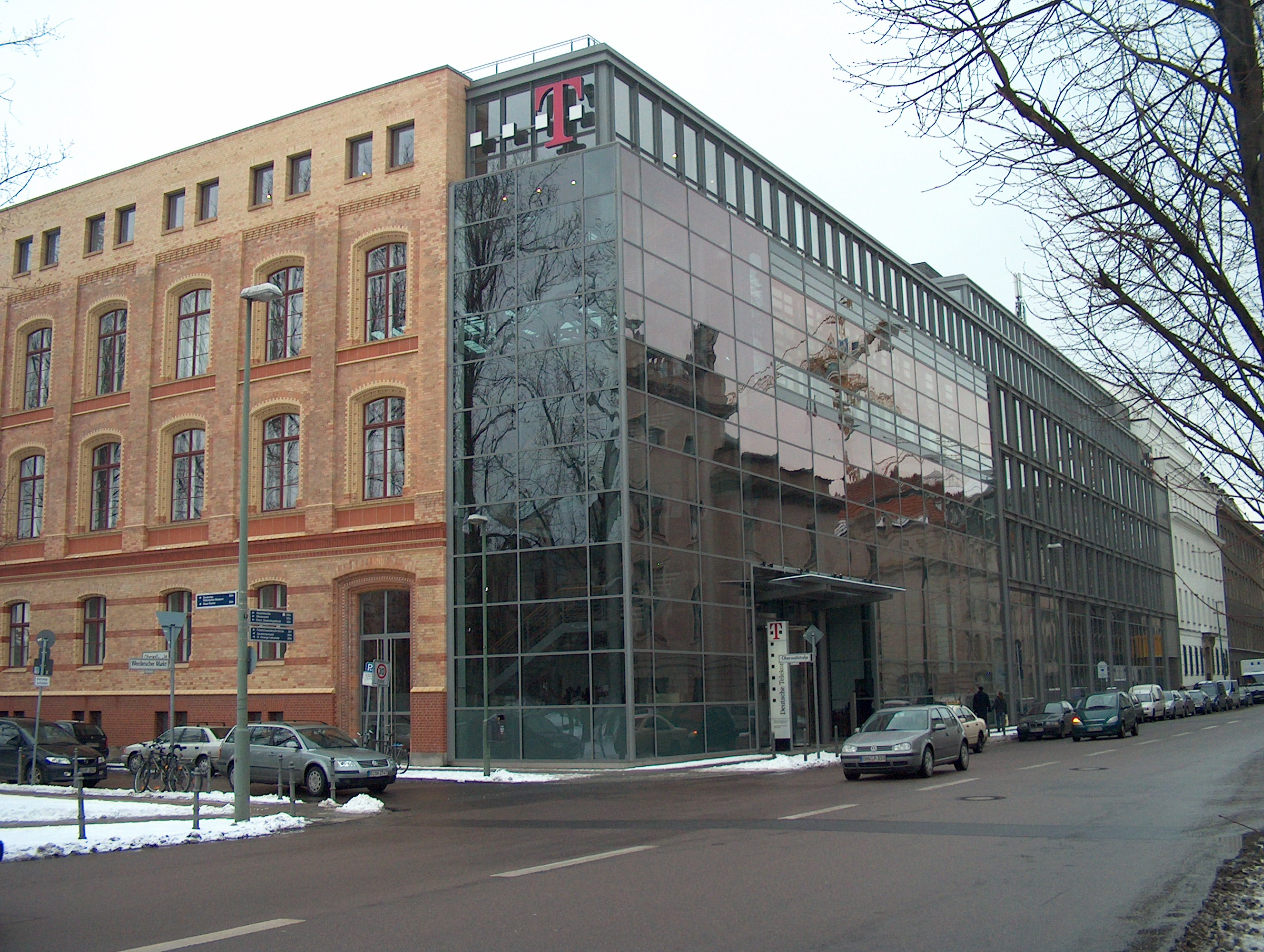
Berlin-Niederlassung der Deutschen Telekom

Die drei größten Anbieter von Telekommunikationsdienstleistungen im Raum Berlin sind Telekom Deutschland, Telefónica Deutschland Holding und Vodafone. Das arbeitnehmerstärkste Postunternehmen im Raum Berlin ist die Deutsche Post DHL Group.
Das ITDZ Berlin ist der zentrale IT-Dienstleister der Berliner Verwaltung und betreibt zwei Rechenzentren.
Die ALDB ist ein bundeseigenes Unternehmen mit Sitz in Berlin, dass das deutschlandweite Digitalfunksystem der Behörden und Organisationen mit Sicherheitsaufgaben (BOS-Digitalfunk) betreibt. Die ALDB unterstützt die BDBOS auch beim Betrieb der geschützten behördlichen Kommunikationsinfrastruktur Netze des Bundes (NdB).
Im Land Berlin, wie auch in der Bundesrepublik Deutschland, wurden nach 1995 keine wesentlichen Unternehmen der Informationstechnik aufgebaut. Die Stadt ist deshalb im zivilen, privatwirtschaftlichen und staatlichen Sektor auf die Zulieferung von Kommunikationsgeräten wie Smartphones, Computern, Monitoren, Mikroprozessoren sowie software-basierten Diensten aus den USA, Südkorea, China und Japan angewiesen (Stand: 2000–2020).